# جاي كريستوفر رييس
جاي كريستوفر رييس (بالإنجليزية: J. Christopher Reyes)‏ هو شخصية أعمال أمريكي، ولد في 1954 في ماريلند في الولايات المتحدة.

## وصلات خارجية
- جاي كريستوفر رييس على موقع إن إن دي بي (الإنجليزية)